# Даниел Богданович
Даниел Богданович (на сръбски: Данијел Богдановић (роден 26 март 1980 в Мисурата, Либия) е малтийски футболист сърбин по народност играещ в Чемпиъншип за ФК Барнзли, като нападател.

## Футболна кариера
През сезон 2006/07 отбелязва 31 гола и печели Златната обувка и приза за малтийски футболист на годината.

### Марсашлок
Богданович започва играе за Марсашлокк през сезон 2006/07. Същият сезон Марсашлокк става за първи път шампион на Малта, а Богданович голмайстор на първенството с 31 гола, с един по-малко от рекорда на Данило Дончич от сезон 2001/02 за Валлетта.

### Чико Рома
Богданович се писъединява към италианския Чикко Рома, на следващи сезон, като осъществява добро взаимодействие с Паоло Ди Канио.

### Локомотив (София)
През август 2008 Богданович подписва две годишен договор с българския клуб Локомотив (София) след успешно преминали проби. Остава в клуба само за един полусезон, като бележи
2 гола, единия обаче е красиво попадение за победа с 1:0 над Левски (София).

### ФК Барнзли
На 26 януари 2009 Богданович подписва с ФК Барнзли след заплащане на трансферна сума на Локомотив (София).

## Международни срещи

### Малта
Богданович е роден в Либия, етнически сърбин е но избира да играе за Малта, за която прави своя дебют на 9 февруари 2002 в приятелска среща срещу Йордания.